# Vilonya
Vilonya è un comune dell'Ungheria di 656 abitanti (dati 2001). È situato nella contea di Veszprém.